# ジェイソン・ボーナム
ジェイソン・ボーナム（Jason Bonham、1966年7月15日 - ）は、イギリス出身のドラマー。レッド・ツェッペリンのドラマーとして知られるジョン・ボーナムの一人息子であり長男。

## 来歴
1966年、イングランド中部ウスターシャーのダドリーで、レッド・ツェッペリンのドラマーであったジョン・ボーナムとその妻パット・フィリップスの長男として生まれた。4歳でドラムを始める。映画『レッド・ツェッペリン狂熱のライヴ』には、父と一緒に登場し、小さなドラム・キットを演奏している場面がある。17歳で最初のバンド、エアレースに参加。1985年には、ヴァージニア・ウルフに参加して2枚のアルバムを作り、ザ・ファームのサポート・アクトとして米国をツアーした。
1988年、レッド・ツェッペリンのギタリストであったジミー・ペイジのアルバム『アウトライダー』と、その後のツアーに参加。同年5月、ニューヨークのマディソン・スクエア・ガーデンで開催された「アトランティック・レコード40周年コンサート」では、1980年に亡くなった父に代わり、レッド・ツェッペリンの存命メンバー3人とともに登場して演奏を行った。
1989年、ボーナムは「モスクワ平和音楽祭 (Moscow Music Peace Festival)」に特別ゲストとして参加し、出演していた当時のロック・スターたちと一緒に、レッド・ツェッペリンの「ロックン・ロール」を演奏した。同年、ボーナムは自らの名を冠したバンド「ボーナム」を結成。レッド・ツェッペリンの影響が色濃いファースト・アルバム『無限 (The Disregard of Timekeeping)』を発表、「Wait for You」がシングル・ヒットとなった。しかし、1992年のアルバム『マッド・ハター (Mad Hatter)』が芳しくない評判に終わると、バンドは解散。ボーナムは、スタジオ・ミュージシャンの仕事とゲスト出演に専念するようになった。
1990年、ボーナムはウスターシャーのキダーミンスター (Kidderminster)で、ジャン・チャータリスと結婚した。披露宴では、ジミー・ペイジ、ロバート・プラント、ジョン・ポール・ジョーンズとのジャムが行われた。現在、息子のジャガー (Jager)、娘のジャズ (Jaz)がいる。
ボーナムは、ポール・ロジャースの1993年のアルバム『マディ・ウォーター・ブルーズ』(マディ・ウォーターズへのトリビュート・アルバムで、グラミー賞にノミネートされた)でドラムを叩き、翌1994年には、スラッシュ、ポール・ロジャースとともに、「ウッドストック'94 (Woodstock '94)」のステージに上がった。この頃、ボーナムは自身のバンドを再編し、ダニエル・マクマスター (Daniel MacMaster)に代えて、新たにマーティ・フレデリクセンをボーカルに迎えた。バンド名も「マザーランド」と改め、アルバム『ピース・フォ・ミー』を、1994年後半に発表した。そうした中でも、ボーナムはいつも飾り気のない性格で、ある時、ボーナムの地元で活動するレッド・ツェッペリンのトリビュート・バンドである「Fred Zeppelin」のステージに登場し、アンコールでドラムを叩いた。
1995年、レッド・ツェッペリンがロックの殿堂入りを果たした時には、父の代役として妹ゾー (Zoë)とともに式典に出席した。ボーナムはソロ活動を再開し、ジェイソン・ボーナム・バンド名義でレッド・ツェッペリンの曲をフィーチャーしたアルバム『In the Name of My Father - The Zepset』を発表。このアルバムの収益はチャリティに贈られた。続いてアルバム『ウェン・ユー・シー・ザ・サン (When You See the Sun)』が発表された。
1999年から2003年まで、ボーナムはヒーリング・シックシズ (Healing Sixes)でドラムを叩き、2001年にはマーク・ウォールバーグ主演の映画『ロック・スター』に出演した。映画の中の架空のバンド、スティール・ドラゴン (Steel Dragon)は、作中に出てくる曲やサウンドトラックのレコーディングを実際に行った。2002年にヒーリング・シックシズのアルバム『Enormosound』が発表され、叔母デビー (Deborah Bonham)とのツアーを行った後、ボーナムはハード・ロック・グループUFOのドラムに招かれ、2004年のアルバム『ユー・アー・ヒア』(You Are Here)に参加した。2004年以降は、フォリナーのライブでドラムを叩くようになり、2008年までそれが続いた。2006年には、ジョー・ボナマッサのアルバム『ユー・アンド・ミー』(You & Me)に参加している。
2006年5月、ボーナムは、VH1のリアリティ番組『SuperGroup』に、テッド・ニュージェント、バイオハザードのエヴァン・サインフェルド、スキッド・ロウのセバスチャン・バック、アンスラックスのスコット・イアン (Scott Ian)とともに出演した。彼らは「FIST」「God War」「Savage Animal」などの候補から、「Damnocracy」というバンド名を選び、ショーを行うことになった。彼らは曲作りに向けて、ラスベガスの大邸宅で12日間の合宿を行った。
2007年12月10日、ロンドンのO2アリーナで行われた、アトランティック・レコードの創設者アーメット・アーティガンを追悼する一夜限りのコンサート「Ahmet Ertegün Tribute Concert」で、ボーナムは亡き父に代わるレッド・ツェッペリンのドラマーとして演奏し、一部の曲ではバッキング・ボーカルを担当した。ボーナムのパフォーマンスは、父の伝統を素晴らしい形で継承したと、多くの論者から評価され、ロバート・プラントは『彼（ジェイソン）は今日、遂に父親（ジョン）に追いついたんだ』と最大限の賛辞を送った。この時の模様は、後にライブ・アルバム『祭典の日 (奇跡のライヴ)』として発表された。
その後、2010年にはグレン・ヒューズ、デレク・シェリニアン、ジョー・ボナマッサと共にブラック・カントリー・コミュニオンを結成。同年発表のデビュー・アルバムは全英アルバムチャートでトップ20入りするヒットとなっている。

### 「ジェイソン・ボーナムズ・レッド・ツェッペリン・イヴニング」とその他の活動
2009年2月、ジェイソン・ボーナムは、父のバンドへのオマージュである「ジェイソン・ボーナムズ・レッド・ツェッペリン・エクスペリエンス (Jason Bonham's Led Zeppelin Experience)」のために、ジェイムズ・ディランと共同で作業を開始した。2010年秋、バンドは最初の北米ツアーに乗り出し、2011年中に世界中でツアーを行った。
ボーナムはその頃、ハートのそれぞれボーカルとギターであるアン&ナンシー・ウィルソン姉妹と共にドラムを演奏している。それは、バンド、ストリングス、ホーン・セクションと合唱団（ジョイス・ギャレット・ユース合唱団を含む）を追加したもので、2012年12月にバラク・オバマが主催したケネディ・センター名誉賞において、レッド・ツェッペリンのオマージュとして「天国への階段」のエンディング・パフォーマンスを行った。これは「bring down the house (満場をうならせる）」バージョンであると紹介された。
2013年夏、「ジェイソン・ボーナムズ・レッド・ツェッペリン・エクスペリエンス」は、レッド・ツェッペリンの音楽を祝う「The Heartbreaker Tour」のためにハートと力を合わせてツアーを行った。
その年の後半に、彼は再びグレン・ヒューズと組んで新しいロック・バンドを結成。ギタリストのアンドリュー・ワットが加わり、カリフォルニア・ブリードが結成された。
2014年、ボ―ナムはサミー・ヘイガーのスーパーグループ「ザ・サークル (The Circle)」に加わった。バンドは、レッド・ツェッペリンの楽曲や、ヘイガーのキャリアの中で所属したさまざまなプロジェクト、モントローズ、ヴァン・ヘイレン、チキンフットの楽曲などをフィーチャーした。
2015年3月上旬から5月下旬にかけて「ジェイソン・ボーナムズ・レッド・ツェッペリン・エクスペリエンス」が北米を広範囲にわたってツアーを行った。2015年12月4日、バンドはカリフォルニア州サンノゼで冬期北米ツアーを開始した。2016年5月上旬には、1か月/22日にわたる北米ツアーに乗り出した。2017年11月よりギタリストにジミー桜井が加入した。
2018年、バンドは、レッド・ツェッペリン側からの要請を受けて、バンド名を変更し、「ジェイソン・ボーナムズ・レッド・ツェッペリン・イヴニング (Jason Bonham's Led Zeppelin Evening)」と改名した。
バンドは、コロナ禍でもライブは続けており、2021年秋冬で全米ツアー。2022年春にも再び全米ツアーの予定。

## ディスコグラフィ

### エアレース
- 『シャフト・オブ・ライト』 - Shaft of Light (1984年)

### ヴァージニア・ウルフ
- Virginia Wolf (1986年)
- Push (1987年)

### ボーナム
- 『無限』 - The Disregard of Timekeeping (1989年)
- 『マッド・ハター』 - Mad Hatter (1992年)

### マザーランド
- 『ピース・フォ・ミー』 - Peace 4 Me (1994年)

### ジェイソン・ボーナム・バンド
- 『In The Name Of My Father - The Zepset』 - In the Name of My Father – The Zepset – Live from Electric Ladyland (1997年)
- 『ウェン・ユー・シー・ザ・サン』 - When You See the Sun (1997年)

### フォリナー
- Extended Versions (2005年)
- 『コンプリート・ベスト〜ノー・エンド・イン・サイト』 - No End in Sight: The Very Best of Foreigner (2008年)
- 『キャント・スロー・ダウン』 - Can't Slow Down (2009年)

### ブラック・カントリー・コミュニオン
- Black Country Communion (2010年)
- Black Country Communion 2 (2011年)
- Afterglow (2012年)
- BCCIV (2017年)

### カリフォルニア・ブリード
- 『カリフォルニア・ブリード』 - California Breed (2014年)

### ザ・サークル
- At Your Service. (2015年)
- Space Between (2019年)

### その他の参加アルバム
- ジミー・ペイジ : 『アウトライダー』 - Outrider (1988年)
- ポール・ロジャース : 『マディ・ウォーター・ブルーズ』 - Muddy Water Blues: A Tribute to Muddy Waters (1993年)
- リトル・スティーヴン : Born Again Savage (1999年)
- サウンドトラック : Rock Star: Music from the Motion Picture (2001年) ※映画『ロック・スター』サントラ。スティール・ドラゴンとして参加
- ヒーリング・シックシズ : Enormosound (2002年)
- クワイアボーイズ : 100% Live (2002年)
- UFO : 『ユー・アー・ヒア』 - You Are Here (2004年)
- ジョー・ボナマッサ : 『ユー・アンド・ミー』 - You & Me (2006年)
- レッド・ツェッペリン : 『祭典の日 (奇跡のライヴ)』 - Celebration Day (2012年)